# Указ Президента України
Ука́з Президе́нта Украї́ни — це нормативно-правовий акт Голови держави України, який видається з найважливіших питань, віднесених до його компетенції. Укази можуть мати як нормативний, так і ненормативний (правозастосовний характер). Нормативні укази стосуються до невизначеного кола фізичних та юридичних осіб і мають довгострокову дію. Ненормативні укази мають індивідуальне значення.

## Законодавчий статус
У Положенні про порядок підготовки і внесення проєктів указів і розпоряджень Президента України, затвердженому Указом Президента України від 10 вересня 1994 р. № 512/94 [втратив чинність], визначається, що Указами Президента України оформляються:
- нормативні акти Президента України, тобто акти, розраховані на постійну чи багаторазову дію;
- рішення Президента України щодо призначення та звільнення з посад керівників відповідних державних органів, установ та організацій;
- скасування актів Кабінету Міністрів України, Ради міністрів Автономної Республіки Крим, рішень голів місцевих державних адміністрацій;
- нагородження державними нагородами, присвоєння почесних звань України;
- присвоєння вищих військових звань, вищих дипломатичних рангів, інших вищих спеціальних звань і класних чинів;
- встановлення президентських відзнак і нагородження ними;
- прийняття до громадянства України і припинення громадянства України, надання притулку;
- помилування;
- тлумачення прийнятих Президентом України актів.